# Urgleptes trilineatus
Urgleptes trilineatus är en skalbaggsart som beskrevs av Gilmour 1962. Urgleptes trilineatus ingår i släktet Urgleptes och familjen långhorningar. Inga underarter finns listade i Catalogue of Life.